# Рощин, Иван Дмитриевич
Иван Дмитриевич Рощин (1918-1944) — младший лейтенант Рабоче-крестьянской Красной Армии, участник Великой Отечественной войны, Герой Советского Союза (1945).

## Биография
Иван Рощин родился 13 февраля 1918 года в Петрограде. Окончил восемь классов школы. В 1938 году Рощин был призван на службу в Рабоче-крестьянскую Красную Армию. Участвовал в польском походе. В 1941 году Рощин окончил Калининское танковое училище. С июня того же года — на фронтах Великой Отечественной войны.
К октябрю 1944 года гвардии младший лейтенант Иван Рощин командовал танком 3-й гвардейской танковой бригады 3-го гвардейского танкового корпуса 5-й гвардейской танковой армии 1-го Прибалтийского фронта. Отличился во время освобождения Литовской ССР. 7 октября 1944 года во время освобождения деревни Кульщики экипаж Рощина уничтожил 3 немецких танка, 10 октября 1944 года в бою за деревню Рагувишкяй — ещё 1. 11 октября 1944 года в бою за Мемель Рощин подавил большое количество огневых точек противника, что способствовало успешным действиям стрелковых частей. В том бою Рощин получил тяжёлое ранение, от которого скончался два дня спустя. Похоронен в местечке Довилай Клайпедского района Литвы.
Указом Президиума Верховного Совета СССР от 24 марта 1945 года за «мужество, отвагу и героизм, проявленные в борьбе с немецкими захватчиками» гвардии младший лейтенант Иван Рощин посмертно был удостоен высокого звания Героя Советского Союза. Также был награждён орденами Ленина и Отечественной войны 2 степени, рядом медалей. Навечно зачислен в списки личного состава воинской части.
В честь Рощина была названа улица в литовском городе Гаргждай.